# 達蓋特鎮區 (密歇根州)
達蓋特鎮區（英語：Daggett Township）是位於美國密歇根州梅諾米尼縣的一個行政鎮區。

## 地方資料
達蓋特鎮區的面積為93.60平方千米，當中陸地面積為93.10平方千米，而水域面積為0.50平方千米。根據2020年美國人口普查的數據，當地共有人口614人，而人口密度為每平方千米6.56人。